# Acheilognathus barbatulus
Acheilognathus barbatulus är en fiskart som beskrevs av Günther, 1873. Acheilognathus barbatulus ingår i släktet Acheilognathus och familjen karpfiskar. IUCN kategoriserar arten globalt som livskraftig. Inga underarter finns listade i Catalogue of Life.